# Beth Shalom Holocaust Centre
Beth Shalom Holocaust Centre est un musée dédié à la mémoire de Shoah situé à Laxton dans le Nottinghamshire en Angleterre.
Le musée est ouvert en 1995, c'est le seul musée de l'Holocauste en Angleterre.
Le musée organise notamment des visites pour les élèves des écoles de la région via à une exposition spécialement pensée pour eux grâce au financement d'une loterie dédiée.
Le centre est également le siège de Aegis Trust, une ONG active dans le domaine de la prévention des génocides notamment à Kigali, au Rwanda.

## Galerie

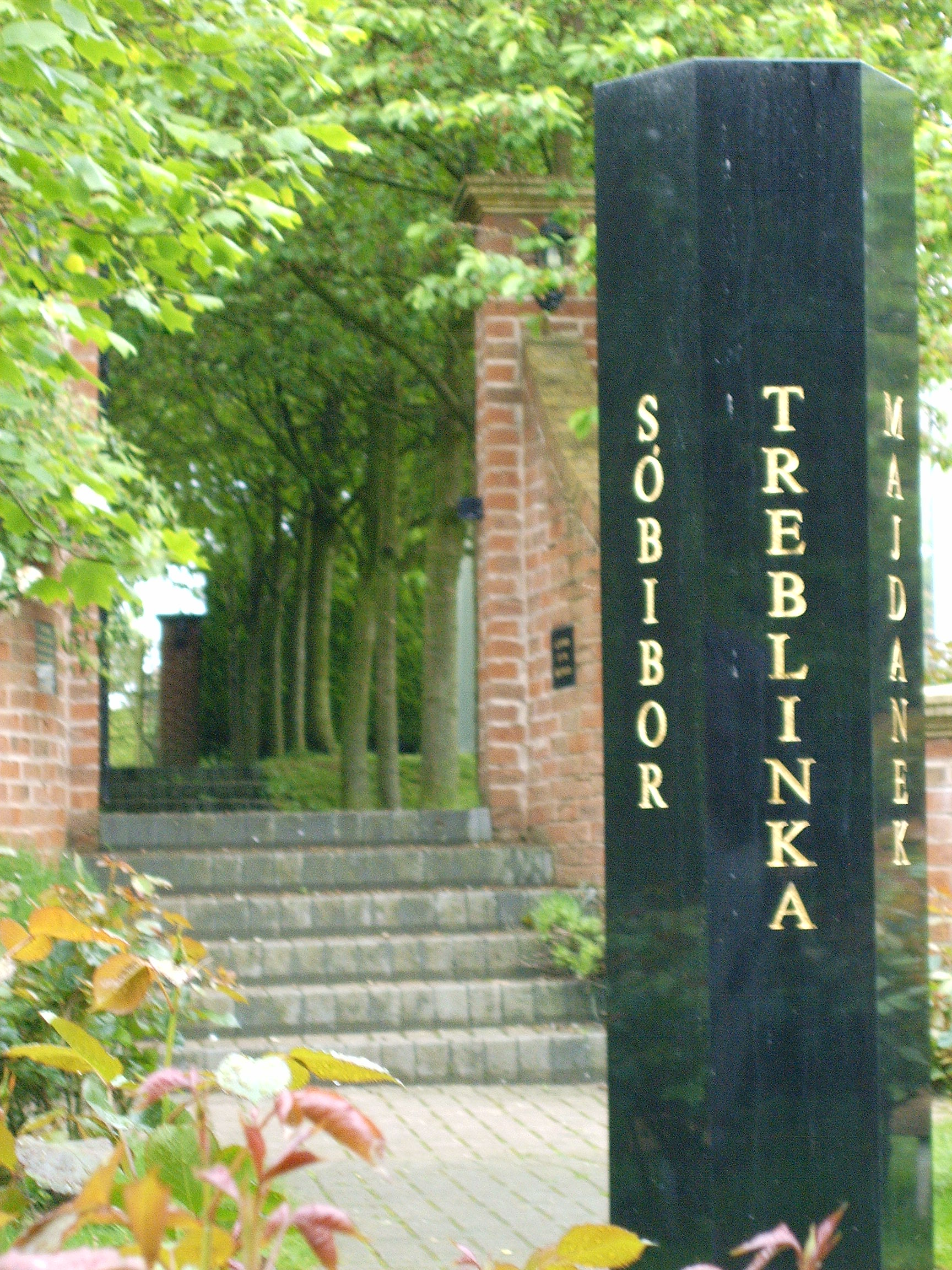
Stèles dans le jardin du musée commémorant les différents camps d'extermination.
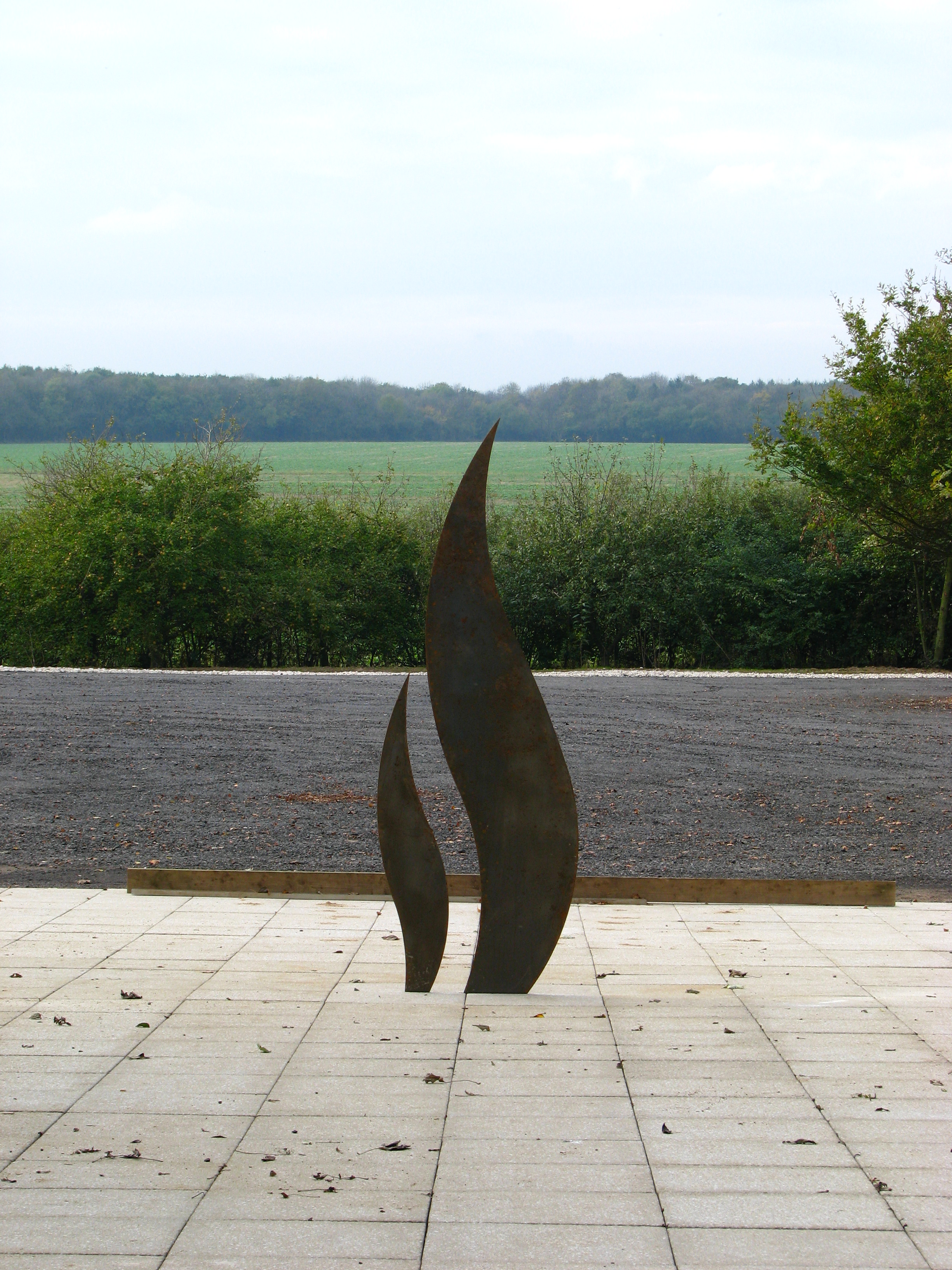
Entrée du musée.
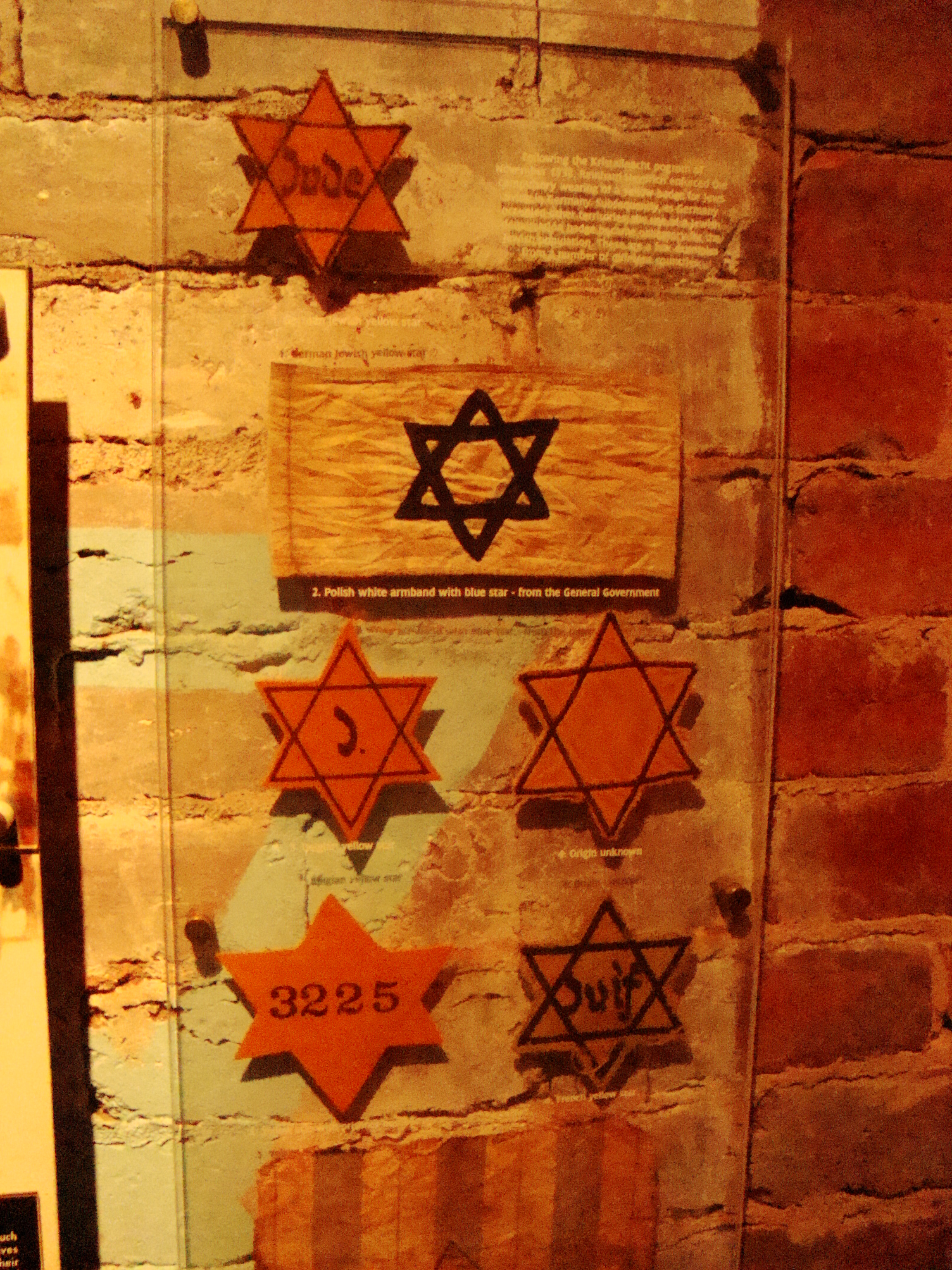
Des étoiles de David portées par les déportés juifs de différents camps de concentration sont exposées au musée.